# Варавва, Иван Фёдорович
Ива́н Фёдорович Вара́вва (5 февраля 1925 — 13 апреля 2005) — русский советский прозаик, поэт и драматург, журналист. Участник Великой Отечественной войны. Герой Труда Кубани (2005).

## Биография
Родился в селе Новобатайск Северо-Кавказского края, ныне Ростовской области в семье кубанских казаков, переселенцев с Кубани. В 1932 году семья вернулась на Кубань, переехав сначала в Краснодар, а затем в станицу Староминскую.
В 1942 году со школьной скамьи Иван Варавва ушёл на фронт. Принимал участие в Битве за Кавказ. Получил ранение и тяжёлую контузию.
После излечения освобождал Варшаву, брал Берлин. Оставил стихотворную подпись на стене поверженного Рейхстага.
После войны жил в Киеве, учился на заочном отделении Киевского государственного университета им. Тараса Шевченко.
Первые стихи Вараввы были опубликованы в 1944 году в армейской печати. В 1948 году Варавва познакомился с Александром Твардовским, прочитав в ответ на «Я убит подо Ржевом» своё стихотворение «Под Бреслау, за Одер-рекою». Стихотворения молодого поэта также высоко оценил знаменитый украинский поэт Владимир Сосюра. По их рекомендации в 1950 году из Киевского государственного университета им. Тараса Шевченко Варавва был переведён в Литературный институт; учился вместе с Константином Ваншенкиным, Евгением Винокуровым, Сергеем Орловым, Борисом Балтером. В 1951 году Твардовский опубликовал подборку стихотворений Вараввы в «Новом мире». В 1953 году Варавва окончил институт. В 1954 году вышел первый сборник его стихов «Ветер с Кубани». В этом же году Иван Варавва был принят в Союз писателей СССР. Затем вышли сборники «На старых кордонах», «Кубанское лето», «Звезды в тополях», «Девушка и солнце», «Золотая бандура».
С 1956 по март 1958 года Варавва работал референтом-специалистом Главного управления по производству фильмов Министерства культуры СССР в Москве. В конце 1950-х годов окончил Высшие сценарные курсы, сблизившись с А. П. Довженко, в мастерской которого учился. Написал сценарий фильма «Аргонавты», основанный на версии, что аргонавты плыли не в Колхиду, а в город Эйю, расположенный в северном Причерноморье. Фильм хотел поставить Александр Птушко, однако эта идея так и не воплотилась в жизнь. Также Варавве настойчиво предлагали принять участие в кинопробах на роль Афанасия Никитина в фильме «Хождение за три моря».
Затем Иван Варавва вернулся на Кубань. Писал для детей. В 1960-х годах вышла его сказка «Как гостила у Дракона царь-красавица Бобровна».
При участии Вараввы был создан альманах «Кубань» и возрождён Кубанский казачий хор.
Варавва собирал кубанские казачьи песни. В 1966 году выпустил сборник «Песни казаков Кубани», включив в него в том числе и песню «Ще й не вмэрла Украина», за это подвергся жёсткой критике властей.
Впоследствии Варавва выпустил сборники стихов «Казачий край», «Огонь горицвета», «Молодость сабли», «Пшеничный прибой», «Песня гайды», «Цветы и звёзды», «Соколиная степь», «Казачий шлях», «Бежит река Кубанушка», «Ехал казаченьки», «Песня любви», «Орлиные стаи», «Отцовская хата». Обратившись к драматургии, написал на старокубанском наречии комедию «Хорош дом — да морока в нём», а также стихотворную пьесу «Конфуз на ярмарке».
В 1971—1974 — ответственный секретарь Краснодарской краевой писательской организации. С 1980-х годов состоял членом редколлегии альманаха «Кубань» и общественного совета литературно-исторического журнала «Родная Кубань».
После распада СССР и образования Союза писателей России и Союза российских писателей Варавва вошёл в первый из них. Поддержал появление «Думок Степана Хуторского», направленных против ельцинских реформ, автором которых был известный кубанский журналист и писатель Пётр Придиус. Продолжал писать стихи. В 1994 году выпустил книгу «Всадники вьюги», в 1995 году она по конкурсному отбору поступила в фонд библиотеки конгресса США и была включена в её каталог. Затем в издательстве «Советская Кубань» вышли его сборники «Казачий кобзарь», «Гомон дикого поля», «Пожары Отечества», включившие в себя как избранные старые, так и новые произведения. В эти годы им была создана поэма «Посольский кортеж (Джиованни Карпини)» и многочисленные стихотворения, вошедшие в циклы «Я взращен казачьей станицей», «Зурна Кавказа», «Цветы за океаном», «Казак на Балканах», «Славянство» и другие. Последний сборник «Кольчуга Святослава» вышел уже после его смерти.
В 2000—2001 годах И. Варавва был заместителем главного редактора альманаха «Кубань». В 2004 году выдвигался на Государственную премию России.
По словам Петра Придиуса, что когда он был в 2000 году на II Всемирном конгрессе русской прессы в Нью-Йорке и встретил там Виктора Урина, тот попросил передать поклон поэтам-фронтовикам Ивану Варавве и Крониду Обойщикову.
Современники называли Варавву «казачий Пушкин» и «казачий Кобзарь».
На стихи Вараввы написаны десятки песен композиторами Григорием Пономаренко, Борисом Александровым, Виктором Захарченко, Григорием Плотниченко, Виктором Пономарёвым, Василием Волченко и другими.
Иван Варавва избирался депутатом Краснодарского краевого совета нескольких созывов.

## Интересные факты
- Прототипом главного героя фильма «Офицеры» красноармейца Ивана Вараввы, которого сыграл Василий Лановой, был дед поэта, про которого он много рассказывал своему товарищу Борису Васильеву[4].

## Награды, премии, почётные звания
- Орден Отечественной войны I степени (1985[5][6])
- Орден Отечественной войны II степени (1944)
- Орден Красной Звезды (1970)
- Орден «Знак Почёта» (1987)
- Боевые и юбилейные медали
- Медаль «Герой труда Кубани» (2005)
- Почётный гражданин Краснодара (1995)
- Почётный гражданин Несебыра (Болгария) (1975)
- Почётный колхозник колхоза «Сопка героев» Крымского района Краснодарского края (1979)
- Народный поэт Республики Адыгея (2000)
- Литературная премия имени Николая Островского (1968, за книгу стихов «Вишнёвый край»)
- Премия имени Е. Ф. Степановой (1981)
- Премия Союза писателей России имени Александра Твардовского «Василий Тёркин» (1996)
- Премия Администрации Краснодарского края имени Е. Ф. Степановой (2004)
- Почётный атаман станицы Пашковской

## Память
- Имя Ивана Вараввы было присвоено Краснодарской краевой юношеской библиотеке (в 2008 году)[7] в Краснодаре, а также Дому детского творчества (в 2007 году) и Межпоселенческой центральной библиотеке (в 2016 году) в Староминской.